# Flora (plantkunde)

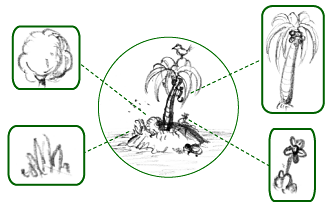
Diagram van de flora

Een flora is een in systematische volgorde gerangschikte lijst van in een gebied voorkomende soorten en lagere taxa. Onder systematische volgorde wordt verstaan dat de soorten gegroepeerd zijn per geslacht, en de geslachten weer per familie. Vaak worden vindplaatsgegevens vermeld, de verblijfplaats van herbariummateriaal, specifieke morfologische kenmerken en determinatietabellen.
Flora's van gebieden worden bij het floristische onderzoek opgesteld in het kader van de plantengeografie (areaalkunde, chorologie, floristische geobotanie).
De flora is een belangrijk een onderdeel van het onderzoek van de vegetatie, naast de mate van voorkomen van de verschillende soorten, hun stadium in de levenscyclus en de ruimtelijke structuur.

## Naam
De flora dankt haar naam aan Flora, de Romeinse godin van de planten en bloemen en de vruchtbaarheid.

## Gebruik van termen
Flora is oorspronkelijk een publicatie (vaak in een wetenschappelijk tijdschrift) met opsomming van families, geslachten, soorten en variëteiten met kritische bespreking van de taxa in een bepaald welomschreven gebied. Indien daartoe aanleiding bestond konden soorten of andere taxa op grond van morfologische kenmerken worden samengevoegd, of nieuwe taxa worden onderscheiden.
In het spraakgebruik is de term flora overgegaan op het naslagwerk – meestal met een sleutel voor determinatie, met een statusaanduiding, met een beschrijving van de diagnostische morfologische kenmerken, vaak met afbeeldingen, soms ook van de standplaatsgegevens en een aanduiding voor welke milieufactoren het taxon indicatief is.
Bij micro-organismen gebruikt men ook wel de term flora, zoals bij "darmflora" (systematisch overzicht van de micro-organismen die in de darm leven) en bij "mondflora" (het systematische overzicht van de micro-organismen die in de mond leven).

## Floristisch onderzoek
Floristiek is het plantengeografisch onderzoek aan de flora en houdt verschillende zaken in, zoals het onderzoek naar de in een bepaald gebied aanwezige flora en het onderzoek naar het verspreidingsgebied (areaal) van soorten en de verklaring daarvan. Een florist is een onderzoeker die zich bezig houdt met de floristiek.
Floristiek wordt vaak bedreven in het kader van ander onderzoek, zoals bij de inventarisatie van gebieden ten behoeve van de bepaling van natuurwaarden en kwetsbaarheid voor luchtverontreiniging, verdroging en overbemesting. Andere typen onderzoek met een floristische component zijn plantensystematiek, vegetatiekunde en de plantengeografie. Floristen zijn de professionele en amateuronderzoekers van de flora van een gebied.
Op grond van overeenkomsten in de samenstelling van de flora tussen gebieden kunnen er plantengeografische eenheden worden onderscheiden, bijvoorbeeld floradistricten en florarijken, zoals mediterrane, Midden-Europese en tropische flora. Indien uiteenliggende gebieden overeenkomst in flora vertonen vormen ze samen een florarijk.
Bij floristische onderzoek wordt maar een klein deel van de volledige flora onderzocht, afhankelijk van de vraagstelling van het onderzoek, de specialisatie van de onderzoeker, de schaal van het onderzoek en de te onderzoeken objecten. Voorbeelden van verschillende typen flora, al naargelang waar de aandacht (per gebied) naar uitgaat:
1. naar biotooptype:
  - akkerflora: de flora van het akkerland
  - alpiene flora: de flora van de alpiene zone in gebergten
  - bosflora: de flora van het bos
  - kustflora: de in kustgebieden voorkomende plantensoorten
  - stroomdalflora: de flora van stroomdalen
  - kwelder- of wadflora: de flora van de kwelders van de waddengebieden
  - ruderale flora: de flora van ruderale gebieden
2. naar substraat:
  - zoutflora, zouttolerante soorten gebonden aan zilte tot zoute bodems
  - zinkflora, soorten die een hoog zinkgehalte in de boden verdragen
  - epifytenflora, soorten die epifytisch groeien op andere planten, bijvoorbeeld ten behoeve van de vaststelling van epifytenwoestijnen door luchtvervuiling
3. naar soortengroepen:
  - mosflora: mossen in een bepaald gebied
4. naar geologische vindplaats of periode, bijvoorbeeld:
  - Carboonflora, landplanten uit het Carboon
  - Rhynie Chert-flora, fossiele landplanten aangetroffen in de Rhynie Chert